# Барсучковские ГЭС
Барсучковские гидроэлектростанции — группа ГЭС на Большом Ставропольском и Невинномысском канале, в Ставропольском крае. Состоит из Кубанской ГЭС-3, Кубанской ГЭС-4 и Свистухинской ГЭС, а также малой Барсучковской ГЭС. Входят в Кубанский каскад ГЭС.

## Общие сведения
Кубанские ГЭС-3 и ГЭС-4 расположены на Большом Ставропольском канале (Барсучковский сбросной канал), Свистухинская ГЭС расположена на Невинномысском канале, забирающих воду из р. Кубань для орошения и обводнения земель Ставропольского края. ГЭС используют перепады уровней воды на трассе каналов, работая в пиковой части графика нагрузок. Кубанские ГЭС-3 и ГЭС-4 спроектированы институтом «Мособлгидропроект». Барсучковские ГЭС входят в состав филиала «Каскад Кубанских ГЭС» ОАО «РусГидро».

## Кубанская ГЭС-3
Расположена у пос. Каскадный Андроповского района. ГЭС начали строить в 1964 году, первый гидроагрегат был пущен в 1971 году. Построена по деривационному типу, имеет бассейн суточного регулирования и выравнивающее водохранилище. Мощность ГЭС — 87 МВт, среднегодовая выработка — 200,9 млн кВт·ч.

## Кубанская ГЭС-4
Расположена в Кочубеевском районе на 26 километре Барсучковского сбросного канала. ГЭС начали строить в 1964 году, первый гидроагрегат был пущен в 1970 году. Построена по деривационному типу, имеет бассейн суточного регулирования и выравнивающее водохранилище, проект станции аналогичен проекту ГЭС-3. Мощность ГЭС — 78 МВт, среднегодовая выработка — 181,5 млн кВт·ч.

## Малая Барсучковская ГЭС
Барсучковская малая ГЭС построена на холостом сбросе выравнивающего водохранилища Кубанской ГЭС-4, использует излишки воды, сбрасываемой вхолостую после перевода Невинномысской ГРЭС на оборотную систему водоснабжения. Проект был включен в инвестиционную программу ОАО «РусГидро», планировался ввод в эксплуатацию в 2017 году. мощность ГЭС — 5,04 МВт, среднегодовая выработка электроэнергии — 30,6 млн кВт·ч. В здании ГЭС смонтировано три гидроагрегата, работающих на расчётном напоре 13,4 м.
Первоначальный проект ГЭС был разработан фондом «Новая Энергия», контролируемым ОАО «РусГидро»). По данному проекту, в состав сооружений ГЭС входили:
- водоприёмник с сороудерживающей решёткой;
- трехниточный деривационный трубопровод (каждая нитка имеет длину 55 м и диаметр 1,6 м);
- здание ГЭС;
- ОРУ 10 кВ.

Мощность ГЭС — 4,8 МВт, среднегодовая выработка — 28 млн кВт·ч. В здании ГЭС должно быть установлено три гидроагрегата мощностью по 1,6 МВт, работающих при напоре 15 м. Ранее рассматривались варианты ГЭС мощностью 6-7 МВт и среднегодовой выработкой 25-27 млн кВт·ч. В июле 2008 года было заявлено, что проект станции находится в фазе разработки технико-экономического обоснования, продолжительность строительства ГЭС определена в 6 месяцев, ввод станции в эксплуатацию был запланирован на 2009 год. Разработку проекта ГЭС вело ОАО «ЦСКТЭ». В ноябре 2011 года был заложен первый бетон в основание ГЭС. В 2014 году проект ГЭС прошёл конкурсный отбор проектов ВИЭ, ведется доработка проекта, станция будет иметь увеличенную мощность.

## Свистухинская ГЭС
Расположена на 12-м км Невинномысского канала, у пос. Свистуха Кочубеевского района Ставропольского края. ГЭС начала строиться ещё до Великой Отечественной войны; при подходе немецких войск турбины и генераторы были вывезены со стройки, законсервированы и закопаны в степи. Строительство было возобновлено в 1943 году, гидроагрегаты первой очереди были пущены 10 августа 1948 года, в 1952 году ГЭС была пущена на полную мощность. ГЭС построена по деривационному типу, работает на стоке Невинномысского канала (режим работы — базовый по водотоку), плотин, водохранилищ и бассейнов суточного регулирования не имеет. Мощность ГЭС — 11,8 МВт, среднегодовая выработка — 55,9 млн кВт·ч.